# Рокбийер (кантон)
Рокбийе́р (фр. Roquebillière) — упразднённый кантон во Франции, в регионе Прованс — Альпы — Лазурный Берег, департамент Приморские Альпы. Входил в состав округа Ницца.
Код INSEE кантона — 0619. До марта 2015 года в состав кантона Рокбийер входило 3 коммуны, административный центр располагался в коммуне является Рокбийер.

## Состав кантона
| Коммуна          | Население, чел. (1999) | Почтовый индекс | Код INSEE |
| ---------------- | ---------------------- | --------------- | --------- |
| Бельведер        | 495                    | 06450           | 06013     |
| Ла-Боллен-Везюби | 413                    | 06450           | 06020     |
| Рокбийер         | 1467                   | 06450           | 06103     |

## Население
Население кантона на 2007 год составляло 2 873 человека.
| 1962 | 1968 | 1975 | 1982 | 1990 | 1999  | 2006 | 2007  | 2008 |
| ---- | ---- | ---- | ---- | ---- | ----- | ---- | ----- | ---- |
| —    | —    | —    | —    | —    | 2 375 | —    | 2 873 | —    |

По закону от 17 мая 2013 и декрету от 24 февраля 2014 года количество кантонов в департаменте Приморские Альпы уменьшилось с 52-х до 27-ми. Новое территориальное деление департаментов на кантоны вступило в силу во время выборов 2015 года. После реформы кантон был упразднён. Коммуны Бельведер, Ла-Боллен-Везюби и Рокбийер переданы в состав вновь созданного кантона Туррет-Леванс (округ Ницца).